# La Barde
La Barde is een gemeente in het Franse departement Charente-Maritime (regio Nouvelle-Aquitaine) en telt 393 inwoners (2004). De plaats maakt deel uit van het arrondissement Jonzac.

## Geografie
De oppervlakte van La Barde bedraagt 20,9 km², de bevolkingsdichtheid is 18,8 inwoners per km².
De onderstaande kaart toont de ligging van La Barde met de belangrijkste infrastructuur en aangrenzende gemeenten.

## Demografie
Onderstaande figuur toont het verloop van het inwonertal (bron: INSEE-tellingen).